# Preziosa Penelope
Preziosa Penelope è una cavalla dal manto baio, due volte vincitrice del Palio di Siena. Di razza mezzosangue anglo-arabo a fondo inglese (con il 37,03% di sangue arabo), è nata nel 2008 dallo stallone Approach the Bench e dalla fattrice Chimera Carina.

## Carriera
La carriera agonistica di Preziosa Penelope è legata unicamente alle corse a pelo e in particolare al Palio di Siena. È entrata nella storia della corsa senese, vincendo due Palii nello stesso anno (2016) con la stessa contrada (Lupa) e con il medesimo fantino: Jonatan Bartoletti detto Scompiglio.
Ha esordito in Piazza del Campo il 16 agosto 2015, montata da Alberto Ricceri detto Salasso, con i colori della Contrada dell'Onda. Pur partendo bene, ha inseguito invano per i tre giri di Piazza Polonski, cavallo della Selva. Preziosa Penelope si è però riscattata l'anno seguente. Toccata in sorte alla Lupa, è stata montata da Jonatan Bartoletti detto Scompiglio. L'accoppiata si è rivelata vincente, permettendo alla Lupa di tornare alla vittoria nel Palio dopo 27 anni. 
Dopo il Palio del 2 luglio, Preziosa Penelope è riuscita a vincere anche il Palio dell'Assunta del 16 agosto. Toccata ancora in sorte alla Lupa e montata nuovamente da Scompiglio, ha realizzato uno storico "cappotto": nella storia plurisecolare del Palio, solo nel 1933 era accaduto che la stessa Contrada realizzasse il "cappotto" con lo stesso cavallo e fantino: la Tartuca con Fernando Leoni detto Ganascia su Folco.
Venne ripresentata ad ambedue le tratte del 2017, venendo però sempre esclusa dai capitani per manifesta superiorità. Stessa situazione si verificò nelle tratte del 2019.

## Presenze al Palio di Siena
Le vittorie sono evidenziate ed indicate in neretto.
| Palio          | Contrada | Fantino                             |
| -------------- | -------- | ----------------------------------- |
| 16 agosto 2015 | Onda     | Alberto Ricceri detto Salasso       |
| 2 luglio 2016  | Lupa     | Jonatan Bartoletti detto Scompiglio |
| 16 agosto 2016 | Lupa     | Jonatan Bartoletti detto Scompiglio |